# گاتفرید وایلنمن (زاده ۱۹۲۰)
گاتفرید وایلنمن (انگلیسی: Gottfried Weilenmann؛ زادهٔ ۲۹ مارس ۱۹۲۰ - درگذشته ۱۴ نوامبر ۲۰۱۸) دوچرخه‌سوار اهل سوئیس بود.